# Aloeides trimeni
Aloeides trimeni är en fjärilsart som beskrevs av Tite och Dickson 1973. Aloeides trimeni ingår i släktet Aloeides och familjen juvelvingar. Inga underarter finns listade i Catalogue of Life.